# Tiny Tower
L'aplicació Tiny Tower (en català Torre Diminuta) és un joc de rol per als dispositius iPhone i iPad que consisteix a anar construint una torre de pisos mitjançant la creació i la gestió de diferents negocis. El joc, que permet connectar els usuaris mitjançant Gamecenter, es pot descarregar gratuïtament a l'App Store. En només quatre dies va rebre més d'un milió de descàrregues, fet que va ser recollit per diversos fòrums. Alguns usuaris ja han fet trobades a Central Park per jugar-hi, tal com ja s'ha fet amb els jocs Angry Birds, Plants vs Zombies o GagaVille. Apple l'ha catalogat com el joc de l'any en les distincions "ITunes Rewind".